# Dent du Géant
El Dent du Géant o Aiguille du Géant (en català, "Dent del Gegant" o "Agulla del Gegant") és un cim del massís del Mont Blanc, de 4.013 metres. Es troba a l'aresta fronterera entre França i Itàlia, entre el departament de l'Alta Savoia a la regió francesa de Rhône-Alpes, i la regió autònoma italiana de la Vall d'Aosta. Se situa entre els cims del Mont Blanc i de les Grandes Jorasses.

A causa de la seva altitud per sobre de 4.000 m, el seu aspecte espectacular, i el seu fàcil accés des del Col du Géant (accessible amb telefèric) i l'escalada facilitada per cables fixos és un dels els pics més populars del massís. Dues de les diverses rutes d'ascens es troben entre les 100 millors ascensions del massís del Mont Blanc, segons el llibre de 1973 del guia de Chamonix Gaston Rébuffat. Una és la via normal encadenada a la travessa de l'aresta de Rochefort (núm. 33), l'altra és la cara sud (núm. 57).

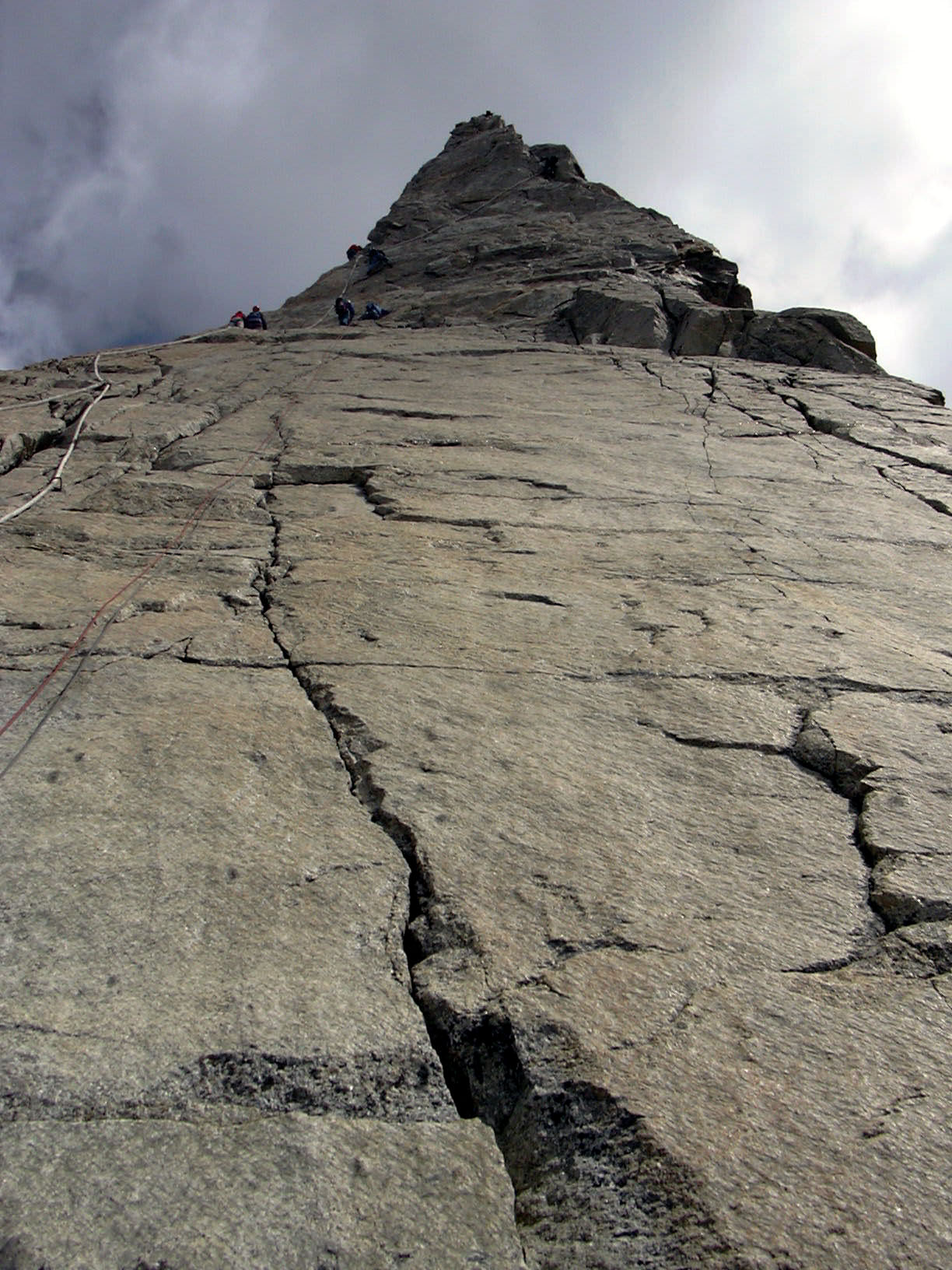
Vista de les "plaques Burgener" a la via normal - cara sud-oest. Es veuen les cordes fixes a l'esquerra.

## Descripció
Es presenta com un monòlit de protogina (el granit del Mont-Blanc), de prop de 200 metres d'altura, i extraplomat per la cara sud. Té dos cims separats per cent metres: la punta de Graham (nord-est, el punt més alt, de 4.013 m), que forma part de la llista oficial dels 82 pics alpins de més de 4.000 metres, i la punta Sella (al sud-oest, de 4.009 m). Es troba a l'inici de la cresta de Rochefort, que és de neu i gairebé horitzontal, i va d'oest a est a través de l'Aiguille i el Dôme de Rochefort fins al Col des Grandes Jorasses.
És molt visible des de la distància, incloent la Vall d'Aosta, la Aiguille du Midi i la Vallée Blanche. Li va donar el seu nom al proper Col du Geânt, que és un dels principals passos alpins entre França i Itàlia, i la gelera del Géant. Una estàtua de la Verge d'un metre d'alçada, d'alumini, es troba a la part superior, instal·lada el 10 de setembre del 1904 pels guies de Courmayeur. La part superior del crani va ser fosa pels impactes dels llamps.

## Enllaços externs

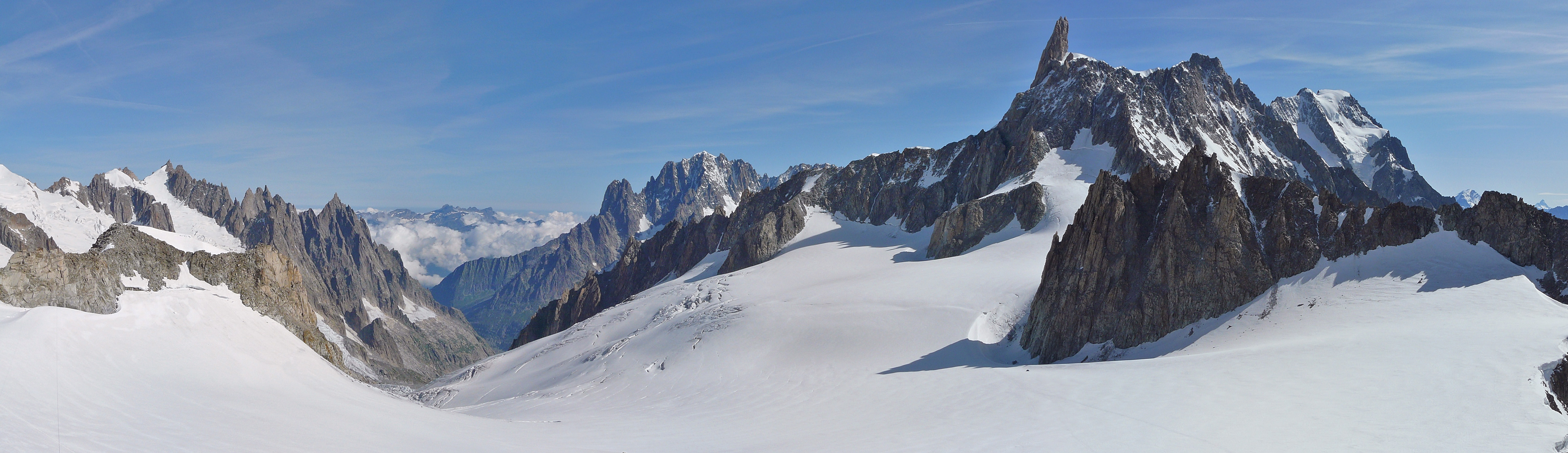
Aiguilles de Chamonix, Drus, Aiguille Verte, Dent du Géant, Aiguille de Rochefort i Grandes Jorasses des de la Punta Helbronner